# Ивановка (Чернореченский сельсовет)
Ивановка — упразднённый посёлок в Искитимском районе Новосибирской области. На момент упразднения входил в состав Чернореченского сельсовета. Исключен из учётных данных в 1968 году.

## География
Посёлок располагался на левом берегу реки Чернодыриха, в 2,5 км (по прямой) к юго-западу от посёлка Рябчинка.

## История
Посёлок был основан в 1911 году. В 1928 году посёлок Ивановский состоял из 46 хозяйства. В административном отношении входил в состав Ивано-Александровского сельсовета Бердского района Новосибирского округа Сибирского края.
Упразднён в 1968 году.

## Население
По переписи 1926 г. в поселке проживало 213 человек (107 мужчин и 106 женщин), основное население — русские